# St. Maximilian (Niesen)

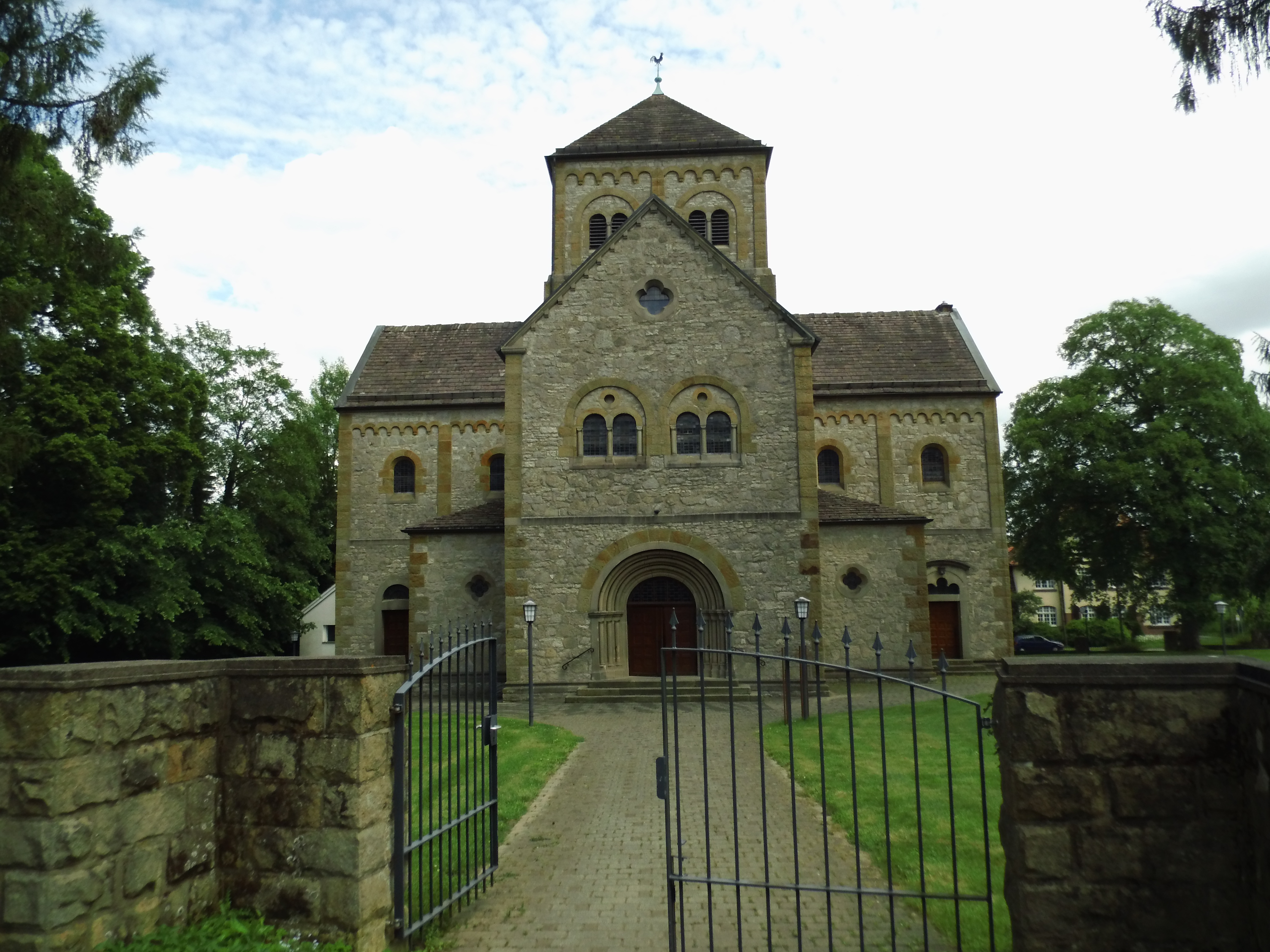
St. Maximilian in Niesen

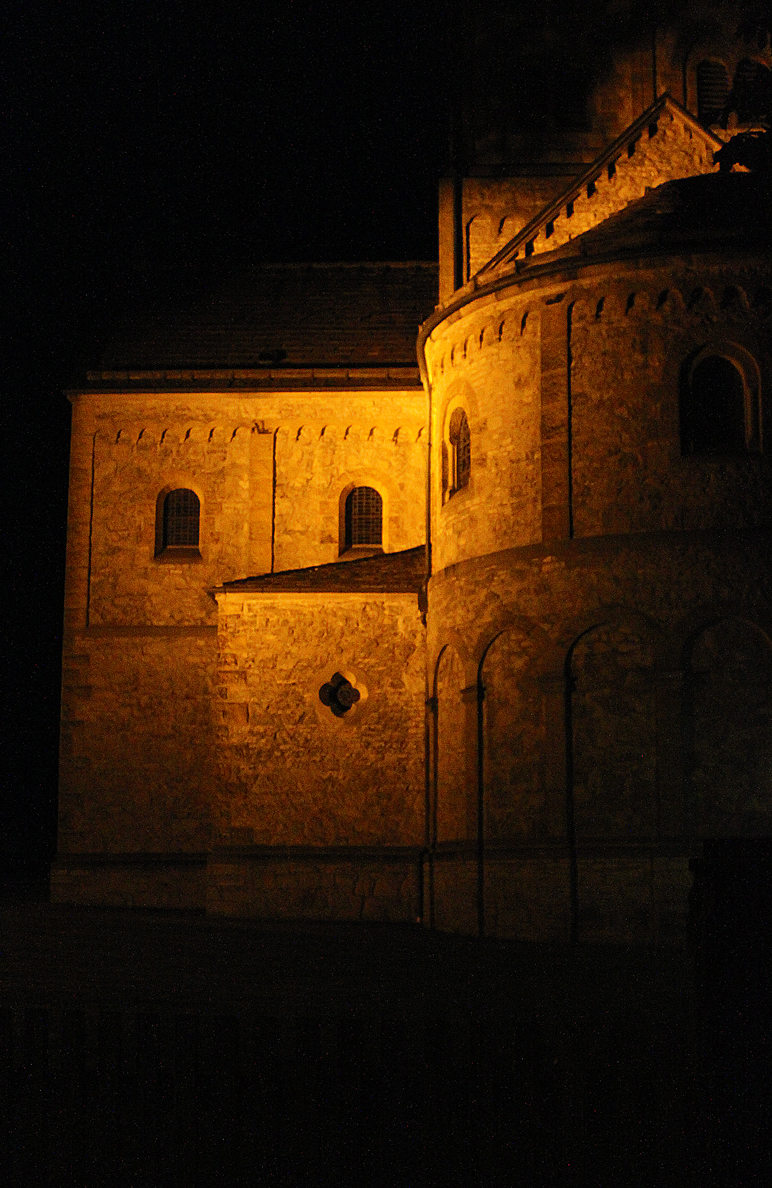
Angestrahlte Pfarrkirche St. Maximilian (Niesen) bei Nacht

Die katholische Pfarrkirche St. Maximilian ist ein denkmalgeschütztes Kirchengebäude in Niesen, einem Ortsteil von Willebadessen im Kreis Höxter (Nordrhein-Westfalen).

## Geschichte und Architektur
Der neuromanische Zentralbau aus Bruchstein, mit Vierungsturm und einer Ostapsis wurde von 1923 bis 1926 in Form eines griechischen Kreuzes errichtet. Die Eckeinbauten sind niedrig gehalten. Die Wände sind durch Gurtgesimse, Lisenen und Rundbogenfriese gegliedert. In die zweijochigen Kreuzarme wurden Gratgewölbe eingezogen. Die Ostkonche wurde mit tiefen Fenstereinschnitten versehen.

## Farbfenster
Jaap Sombroek erhielt 1950 den Auftrag, für den Chorraum der Kirche fünf farbige Glasfenster zu entwerfen. Nach seinen Entwürfen wurden die Fenster in der Glaswerkstatt Hein Derix in Kevelaer angefertigt. Die Fenster haben eine einheitliche Größe von 140 × 90 cm, sie stellen biblische Themen dar. Durch ihre Farbigkeit dominieren sie den Kirchenraum.

## Liboriusfigur
Vor dem Gebäude steht auf einem pyramidalen Sockel eine Steinfigur des Hl. Liborius. Sie ist mit 1476 bezeichnet und trägt das Stifterwappen der Familie Asseburg-Bocholtz.